# Харлов, Захар Иванович
Захар Иванович Харлов  (1731 — 26 сентября (7 октября) 1773, Нижнеозёрная крепость, Оренбургская губерния) — российский офицер, премьер-майор, комендант Нижнеозёрной крепости Верхне-Яицкой пограничной дистанции. Казнён Пугачёвым после взятия восставшими казаками Нижнеозёрной. Супруга Харлова Татьяна позднее была взята Пугачёвым в наложницы, расстреляна казаками месяц спустя. Имя Харлова и его супруги неоднократно упоминается Пушкиным в «Истории Пугачёва» и романе «Капитанская дочка».

## Биография

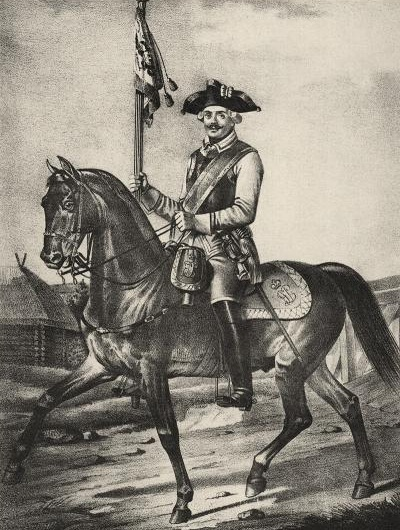
Корнет Кирасирского полка, с 1756 до 1762 года

Происходил из «поповских детей», родился в 1731 году (в некоторых источниках — в 1734-м). На военной службе с 1753 года, долгое время проходил службу на унтер-офицерских должностях, «грамоте читать и писать умел, а протчих наук не знал», «в штрафах и под судом не бывал». Участник Семилетней войны, участвовал в сражениях под Цорндорфом, Пальцигом, Кунерсдорфом, за отличия получил первое обер-офицерское звание — произведён в корнеты, затем в адъютанты 3-го кирасирского полка. В формулярном списке по итогам кампании было отмечено, что Харлов «в должности звания своего прилежен, от службы не отбывает, подкомандных своих содержит и военной экзерциции обучает и к сему тщание имеет; лености ради больным не рапортовался, и во всем себя ведет так, как надлежит исправному офицеру; и как по чину своему опрятен, так и никаких от него непорядков не происходит, …для чего по усердной его службе к повышению чина достоин в кирасирские полки».
Благодаря такой аттестации, в августе 1770 года Харлов получил штаб-офицерский чин секунд-майора с переводом в Санкт-Петербургский карабинерный полк. В составе данного полка в 1771—1772 годах принял участие в боевых действиях против польских конфедератов, участвовал в сражениях под Ченстоховом, Люблином и Краковом. По итогам кампании произведён в премьер-майоры с направлением на службу в Оренбургскую губернию, где был назначен комендантом Нижнеозёрной пограничной крепости. Весной 1773 года женился на дочери коменданта соседней Татищевой крепости полковника Григория Елагина Татьяне. По воспоминаниям казаков Нижнеозёрной крепости, супруга коменданта «была красавица, круглолица и невысока ростом».
В сентябре 1773 года в землях Яицкого казачьего войска вспыхнуло восстание, во главе которого встал донской казак Емельян Пугачёв, объявивший себя императором Петром III. Не сумев взять Яицкий городок, восставшие казаки двинулись вверх по течению Яика в сторону Оренбурга. На пути у них лежали крепости Верхне-Яицкой пограничной дистанции. Гарнизон Нижнеозёрной крепости состоял из роты солдат и сотни казаков, имел на вооружении 4 пушки. 24 сентября (5 октября) 1773 года Харлов отправил на помощь гарнизону Рассыпной крепости, первой на пути у мятежников, команду во главе с капитаном П. И. Суриным, но Рассыпная была взята раньше подхода команды Сурина, сам же отряд был окружён пугачёвцами, и после того, как казаки отряда перешли на сторону повстанцев, солдаты также сложили оружие, а офицеры команды были казнены. Накануне Харлов отправил свою жену Татьяну к её отцу в Татищеву, полагая, что за стенами гораздо более мощной Татищевой крепости она будет в безопасности, «а пожитки и добро своё спрятал в подвале у Киселёва», своего кума из числа местных казаков.
В тот же день 24 сентября оренбургский губернатор Рейнсдорп направил в помощь гарнизонам пограничных крепостей бригадира Билова с отрядом солдат Алексеевского полка и оренбургских казаков, всего 410 человек при 6 пушках. В это время казаки из состава гарнизона Нижнеозёрной, узнав о переходе своих товарищей к Пугачёву, также оставили крепость и вышли навстречу отряду восставших. «Харлов, хмельной, остался с малым числом гарнизонных солдат». Тем не менее, Харлов не сидел сложа руки в ожидании помощи, 25 сентября он направил лазутчиков в отряд Пугачёва во главе с капралом из служивых татар Бикбаем, успешно выполнивших его приказ. Получив необходимые сведения о составе и численности отряда Пугачёва, Харлов отправил рапорт Билову, который заканчивался словами: «Я за непоспешением ко мне сикурса (помощи) в крайней опасности нахожусь… Тот неприятель от Рассыпной крепости сюда следует и, уповаю, что неприятель сюда вскорости может прибыть». Желая приободрить солдат гарнизона, Харлов вечером 25 сентября устроил им учения, завершившиеся стрельбой из пушек крепости. Эта стрельба сыграла злую шутку с Харловым, бригадир Билов, получив рапорт Харлова и будучи на подходе к Нижнеозёрной, услышав стрельбу из пушек, решил, что Нижнеозёрная пала, и приказал отряду вернуться в Татищеву. «Ночью на 26 сентября вздумал он (Харлов) палить из двух своих пушек и сии-то выстрелы испугали Билова и заставили его отступить». 
Утром 26 сентября отряд Пугачёва с ходу взял Нижнеозерную крепость, не встретив серьезного сопротивления. По словам свидетелей штурма, Харлов пытался воодушевить своих солдат, сам пытался вести огонь из орудий: «Харлов приказывал стрелять — никто его не слушал. Он сам схватил фитиль и выстрелил по неприятелю. Потом подбежал к другой пушке — но в сие время бунтовщики ворвались».
В момент штурма Харлова казацкой пикой ранили в глаз и, по показаниям свидетелей, до самой казни тот свисал у него на щеке. Солдаты гарнизона, уже принявшие присягу Пугачёву, пытались вступиться за Харлова, но так как сам он присягнуть самозванцу отказался, то вместе с остальными офицерами гарнизона — прапорщиками Фигнером и Кабалеровым, писарем Скопиным, капралом Бикбаем Захар Харлов был повешен на наспех сооружённой виселице. Об обстоятельствах казни подробно рассказал сын кума Харлова Иван Степанович Киселёв во время визита в крепость Александра Сергеевича Пушкина, в ходе его поездки по местам восстания для сбора материалов для «Истории Пугачёва»:

«В сие время бунтовщики заняли крепость, бросились на единственного ее защитника и изранили его. Полумертвый, он думал от них откупиться и повел их к избе, где было спрятано его имущество. Между тем за крепостью уже ставили виселицу; перед нею сидел Пугачёв, принимая присягу жителей и гарнизона. К нему привели Харлова, обезумленного от ран и истекающего кровью. Глаз, вышибленный копьем, висел у него на щеке. Пугачёв велел его казнить и с ним прапорщиков Фигнера и Кабалерова, одного писаря и татарина Бикбая. Гарнизон стал просить за своего доброго коменданта; но яицкие казаки, предводители мятежа, были неумолимы. Ни один из страдальцев не оказал малодушия. Магометанин Бикбай, взошед на лестницу, перекрестился и сам надел на себя петлю»— Пушкин А. С., «История Пугачёва», стр. 18—19
На следующий день, 27 сентября 1773 года, после ожесточённого штурма Пугачёв овладел Татищевой крепостью. После штурма, взбешенные упорным сопротивлением оборонявшихся, казаки зарубили коменданта Татищевой полковника Елагина и его жену. Их дочь и вдову коменданта Нижнеозёрной крепости Харлова Татьяну Пугачёв приказал отвести к себе в кибитку, сделав Татьяну своей наложницей, с ней оставили её брата, 11-летнего сына Елагина Николая. Через месяц, в начале ноября 1773 года, казаки, которым не нравилась привязанность самозванца к дворянской дочери, расстреляли Татьяну и Николая у Бердской слободы под Оренбургом.